# Eudorylas moragai
Eudorylas moragai är en tvåvingeart som beskrevs av José Albertino Rafael och Da S. Menezes 1999. Eudorylas moragai ingår i släktet Eudorylas och familjen ögonflugor. Inga underarter finns listade i Catalogue of Life.